# Arctonyx hoevenii
Arctonyx hoevenii — вид хижих ссавців з підродини борсукових (Melinae). Це ендемік острова Суматра, Індонезія.

## Таксономія
Раніше він вважався підвидом A. collaris. Однак у 2008 році дослідження запропонувало розділити A. collaris на 3 види, одним із яких є A. hoevenii.

## Розповсюдження
Вид є ендеміком високогірних районів Суматри, а саме хребта Барісан, який простягається вздовж острова. Його основним місцем існування є гірські та мохові ліси та субальпійські луки на висоті від 200 до 2600 метрів над рівнем моря. Попри обмежений тип середовища існування на острові, вважається, що він поширений у всьому ареалі.

## Опис
Це найменший вид Arctonyx, розміром приблизно з великого домашнього кота. У нього також більш рідкісне хутро та набагато темніша шерсть, ніж у двох інших видів роду. Морда вужча й зуби менші. Довжина голови й тулуба від 51 до 71 сантиметра, а хвоста — від 8 до 18 сантиметрів. Довжина задніх лап становить від 5 до 8.7 сантиметрів, а вуха — ≈ 2.7 сантиметрів. Тім'яний гребінь добре розвинений.

## Спосіб життя
Свої підземні нори A. hoevenii вважають за краще будувати на берегах струмків і річок. Цей вид сутінковий і харчується в основному безхребетними, включаючи черв'яків, личинок жуків і мурах. Якщо випаде нагода, падло й, можливо, менші хребетні також будуть з'їдені. Соціальна поведінка та репродуктивна біологія тварин невідомі. Хижаками є переважно різні види котових (Felidae).